# Gmina Węgliniec
Die Gmina Węgliniec [vɛŋ'gliɲɛʦ] ist eine Stadt-und-Land-Gemeinde im Powiat Zgorzelecki der Woiwodschaft Niederschlesien in Polen. Sie hat etwa 8200 Einwohner. Ihr Sitz ist die gleichnamige Stadt (deutsch Kohlfurt) mit 2800 Einwohnern. Die Gemeinde ist Mitglied der Euroregion Neiße und liegt im polnischen Teil der Oberlausitz.

## Verwaltungsgeschichte
Die Landgemeinde wurde 1954 in Gromadas aufgelöst und 1973 wieder gebildet. Węgliniec erhielt 1967 Stadtrechte. Stadt- und Landgemeinde wurden 1990/1991 zur Stadt-und-Land-Gemeinde zusammengelegt. Von 1975 bis 1998 wurde der Powiat Zgorzelecki aufgelöst und die Gemeinde kam zur Woiwodschaft Jelenia Góra.

## Geschichte

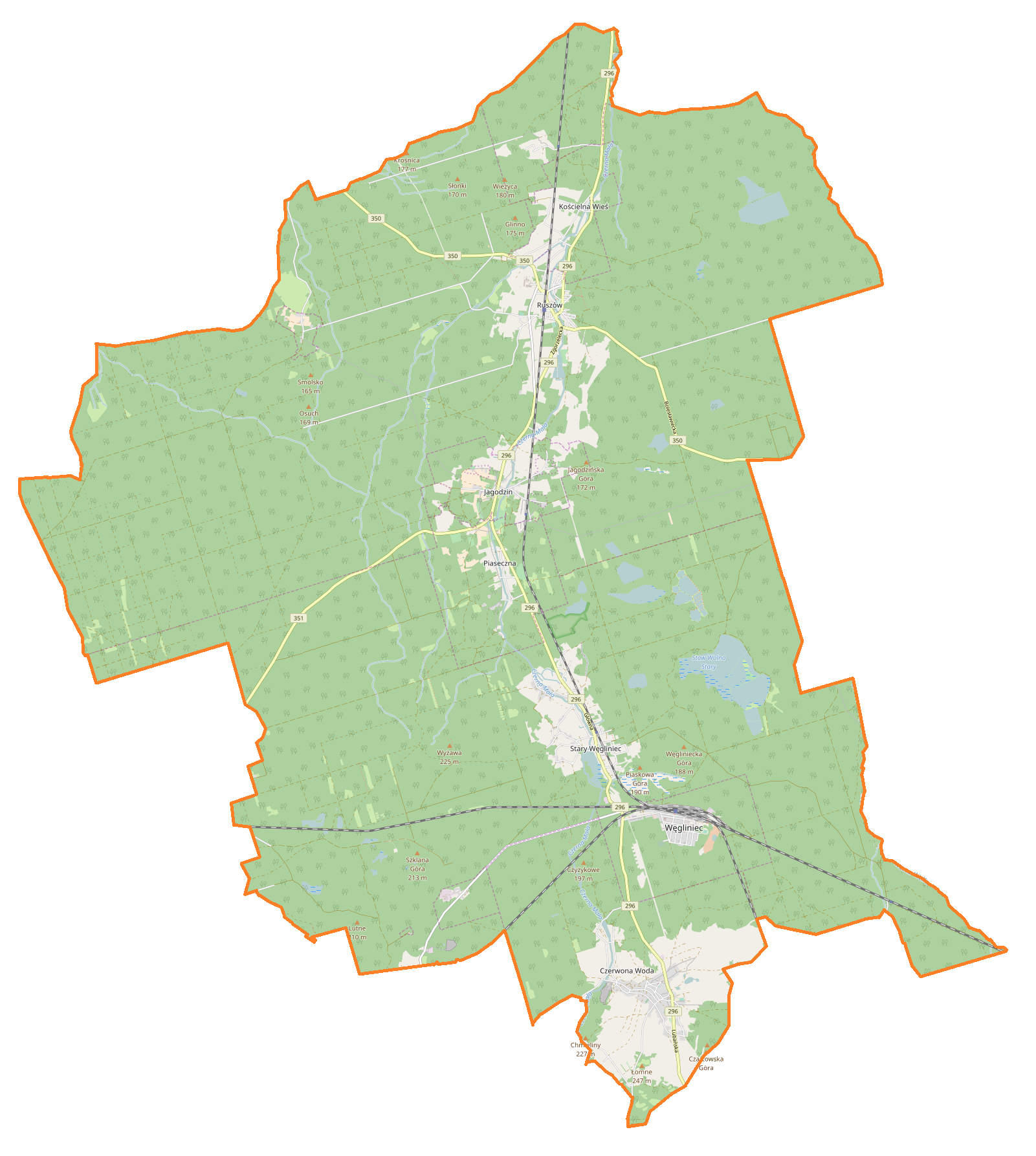
Karte der Gemeinde

## Gliederung
Die Stadt-und-Land-Gemeinde (gmina miejsko-wiejska) Węgliniec umfasst ein Gebiet von 338 km². Dazu gehören neben der Stadt neun Dörfer:
- Czerwona Woda (Rothwasser)
- Jagodzin (Neuhammer an der Tschirne)
- Kościelna Wieś (Steinkirchen)
- Okrąglica (Schnellförtel)
- Piaseczna (Schönberg)
- Polana (Brand)
- Ruszów (Rauscha)
- Stary Węgliniec (Alt Kohlfurt)
- Zielonka (Grube Stadt Görlitz)

## Partnerschaften
- Rothenburg/Oberlausitz, Deutschland
- Hå, Norwegen
- Horka, Deutschland
- Hodkovice nad Mohelkou, Tschechien